# Saint-Jeanvrin
Saint-Jeanvrin és un municipi francès, situat al departament de Cher i a la regió de Centre – Vall del Loira. L'any 2007 tenia 158 habitants.

## Demografia

### Població
El 2007 la població de fet de Saint-Jeanvrin era de 158 persones. Hi havia 80 famílies, de les quals 32 eren unipersonals (16 homes vivint sols i 16 dones vivint soles), 28 parelles sense fills, 16 parelles amb fills i 4 famílies monoparentals amb fills.
La població ha evolucionat segons el següent gràfic:
Habitants censats

### Habitatges
El 2007 hi havia 133 habitatges, 81 eren l'habitatge principal de la família, 37 eren segones residències i 16 estaven desocupats. Tots els 133 habitatges eren cases. Dels 81 habitatges principals, 67 estaven ocupats pels seus propietaris, 9 estaven llogats i ocupats pels llogaters i 5 estaven cedits a títol gratuït; 3 tenien una cambra, 14 en tenien dues, 18 en tenien tres, 19 en tenien quatre i 27 en tenien cinc o més. 22 habitatges disposaven pel capbaix d'una plaça de pàrquing. A 42 habitatges hi havia un automòbil i a 29 n'hi havia dos o més.

### Piràmide de població
La piràmide de població per edats i sexe el 2009 era:
| Homes | Edats   | Dones |
| ----- | ------- | ----- |
| 0     | 95 o +  | 0     |
| 0     | 90 a 94 | 0     |
| 0     | 85 a 89 | 0     |
| 0     | 80 a 84 | 4     |
| 4     | 75 a 79 | 8     |
| 8     | 70 a 74 | 4     |
| 4     | 65 a 69 | 4     |
| 4     | 60 a 64 | 16    |
| 8     | 55 a 59 | 8     |
| 0     | 50 a 54 | 0     |
| 8     | 45 a 49 | 0     |
| 12    | 40 a 44 | 12    |
| 8     | 35 a 39 | 4     |
| 0     | 30 a 34 | 0     |
| 0     | 25 a 29 | 0     |
| 4     | 20 a 24 | 4     |
| 8     | 15 a 19 | 0     |
| 4     | 10 a 14 | 0     |
| 4     | 5 a 9   | 4     |
| 0     | 0 a 4   | 0     |

## Economia
El 2007 la població en edat de treballar era de 93 persones, 63 eren actives i 30 eren inactives. De les 63 persones actives 58 estaven ocupades (32 homes i 26 dones) i 5 estaven aturades (5 dones i 5 dones). De les 30 persones inactives 17 estaven jubilades, 5 estaven estudiant i 8 estaven classificades com a «altres inactius».

### Ingressos
El 2009 a Saint-Jeanvrin hi havia 84 unitats fiscals que integraven 171 persones, la mediana anual d'ingressos fiscals per persona era de 14.848 €.

### Activitats econòmiques
Dels 6 establiments que hi havia el 2007, 1 era d'una empresa extractiva, 1 d'una empresa immobiliària i 4 d'empreses de serveis.
L'any 2000 a Saint-Jeanvrin hi havia 15 explotacions agrícoles que ocupaven un total de 1.152 hectàrees.

## Poblacions més properes
El següent diagrama mostra les poblacions més properes.